# Eublemma seminivea
Eublemma seminivea is een vlinder van de familie van de spinneruilen (Erebidae). De wetenschappelijke naam van deze soort is voor het eerst voorgesteld door George Francis Hampson in een publicatie uit 1896.
De soort komt voor in Niger, Soedan, Saudi-Arabië, Oman, Jemen, Ethiopië, Kenia, Tanzania, Zuid-Afrika en Eswatini.